# O-issa
O-issa è un album studio di Enzo Avitabile, pubblicato nel 1999.

## Tracce
1. Mane e mane (con Mory Kanté) – 3:51
2. O-issa (con Mory Kanté) – 4:11
3. Niente a vedé – 4:03
4. Tribale – 4:34
5. Tu si tu – 5:06
6. Musica 'e scantinato – 4:35
7. Je m'avvie – 4:16
8. Bagano – 4:04
9. Proprio accussì – 4:44
10. Isolato 0 – 5:10
11. Saglie jà – 4:41
12. Tropp – 3:49
13. O-issa remix – 3:58
14. Mane e mane remix – 4:39